# Rib Mountain
La Rib Mountain (in lingua inglese:montagna della costola), chiamata anche Rib Hill ("Collina della costola"),  è un monadnock, cioè una montagna che si eleva isolata nella pianura, eroso dai ghiacci e situato nei pressi dell'omonima cittadina di Rib Mountain, nella Contea di Marathon dello Stato americano del Wisconsin.

## Caratteristiche
Il monadnock è costituito da quarzite ricoperta di un più morbido e sottile strato di sienite, risultato di un'intrusione avvenuta 1,5 miliardi di anni fa.
La Rib Mountain si trova a poco più di 6 km di distanza dalla cittadina di Wausau, sulla sponda occidentale del fiume Wisconsin, poco a ovest dell'autostrada Interstate 39 e a sud dell'Highway 39.
Il monte si estende per una lunghezza di circa 6 km e si eleva fino a 586 m sul livello del mare innalzandosi di 220 m rispetto al terreno circostante. Anche se non è la più alta elevazione del Wisconsin, il monte ha comunque la più alta prevalenza rispetto al terreno circostante di tutto lo Stato del Wisconsin. Nelle sue vicinanze scorrono anche i due fiumi "Rib River" e "Little Rib River":
Secondo una leggenda locale le costolature della Rib Mountain indicherebbero che questo è il luogo di sepoltura del mitico Paul Bunyan, un gigantesco taglialegna del folklore nordamericano e canadese. La vicina collina "Mosinee Hill" sarebbe la tomba di Babe the Blue Ox, il mitico bue di color blu del gigante.